# Xã Glenwood, Quận Walsh, Bắc Dakota
Xã Glenwood (tiếng Anh: Glenwood Township) là một xã thuộc quận Walsh, tiểu bang Bắc Dakota, Hoa Kỳ. Năm 2010, dân số của xã này là 201 người.